# 弗吉尼亚·伊莉莎·克莱姆·坡
弗吉尼亚·伊莉莎·克莱姆·坡（英語：Virginia Eliza Clemm Poe，旧姓克莱姆；1822年8月15日—1847年1月30日）是美国作家埃德加·爱伦·坡的妻子。二人原是表兄妹，在弗吉尼亚·克莱姆13岁、爱伦·坡26岁时，公开结为夫妻。传记作者对二人的夫妻关系存在分歧。虽然他们夫妻恩爱，但一些传记作者认为二人关系更像兄妹。1842年1月，弗吉尼亚被诊断患肺结核，病情在其后五年不断恶化，直至于纽约城外的家庭小屋病故，享年24岁。
弗吉尼亚·克莱姆和埃德加·爱伦·坡婚前断断续续与其他家庭成员一起生活了好几年。二人因为爱伦·坡的工作关系经常搬家，曾短暂居住在巴尔的摩，费城和纽约。他们结婚几年后，爱伦·坡卷入一桩大丑闻，涉及弗朗西斯·萨金特·奥斯古德和伊丽莎白·F·埃利特。关于丈夫风流韵事的谣言对弗吉尼亚·坡影响深重，以至于在临终之时，她声称是埃利特谋杀了她。在她死后，其遗体最终安葬于马里兰州巴尔的摩市的威斯敏斯特大厅墓地，与丈夫安息在同一座墓碑之下。弗吉尼亚·坡仅有一张被确认是本人的画像，是她死后几个小时内绘制的一幅水彩画。
妻子的患病和离世对埃德加·爱伦·坡造成了很大打击，他日趋沮丧并开始酗酒以逃避一切。学界认为，妻子于疾病和死亡中的挣扎影响了爱伦·坡的诗歌和散文创作，在他的作品中，年轻女性的死亡似乎是一个频繁出现的主题，比如《安娜贝尔·李》、《乌鸦》和《丽姬亚》。

## 生平

### 早年生活

爱伦坡家谱

弗吉尼亚·伊莉莎·克莱姆出生于1822年，她随了姐姐的名字，因为姐姐在十天前去世，死时仅仅2岁。她的父亲小威廉·克莱姆是巴尔的摩的一个五金商人。1817年7月12日，父亲在第一任妻子哈丽特 死后，与哈丽特的堂妹玛丽亚·坡结婚，即弗吉尼亚的母亲。克莱姆在上一段婚姻中生了五个孩子，后来又和玛丽亚生了三个孩子。他于1826年去世，几乎没有给家人留下什么。由于亲戚们反对这桩婚事，所以没有在经济上给予任何支持。玛丽亚通过缝补衣物、收留寄宿者养家糊口。瘫痪卧床 的老母亲伊丽莎白·凯恩斯每年可以拿到240美元的养老金，这些钱也被用来补贴家里。伊丽莎白以她已故的丈夫大卫·坡“将军”的名义领取这笔养老金，大卫·坡曾是马里兰州的一名军需官，他曾经把钱借给了州政府。
埃德加·坡第一次见到堂妹弗吉尼亚是在1829年8月，四个月前，他刚从军队退伍，而弗吉尼亚当时只有七岁。 1832年，由伊丽莎白、玛丽亚、弗吉尼亚和弗吉尼亚的兄弟亨利组成的一家人，用伊丽莎白的养老金在当时巴尔的摩的北爱礼德街3号租了一套房子。爱伦·坡的哥哥威廉·亨利·伦纳德·坡一直与这家人生活在一起 ，他于1831年8月1日 去世。随后，爱伦·坡于1833年搬来加入。他很快就被一个叫玛丽·德弗罗的邻居征服，年轻的弗吉尼亚在二人之间充当信使，她曾将德弗罗的一绺头发交给爱伦·坡。伊丽莎白·凯恩斯·坡于1835年7月7日去世，这个大家庭因此失去了收入来源，经济状况更加窘迫。亨利也去世于1836年之前的相近时间，弗吉尼亚便成了玛丽亚·克莱姆唯一幸存下来的孩子。
1835年8月，为了去南方文学信使工作，爱伦·坡抛下贫困的家庭搬到弗吉尼亚的里士满。爱伦·坡离开巴尔的摩后，他的另一个堂兄尼尔森·坡，也就是弗吉尼亚同父异母妹妹约瑟芬·克莱姆 的丈夫，听说埃德加正在考虑娶弗吉尼亚为妻。尼尔森主动提出收留弗吉尼亚，并让她接受教育，以防她这么小的年纪就嫁给埃德加，尽管如此，他也暗示婚约以后可以再商量。尼尔森是马里兰巴尔的摩市一家报纸的老板，埃德加称他为自己“最残酷的敌人”，他认为堂兄这样做是想切断自己与弗吉尼亚的联系。1835年8月29日埃德加写了一封饱含深情的信给玛丽亚，声称“写作时泪水模糊了双眼”，并恳求她允许弗吉尼亚自己做决定。由于受雇于南方文学信使，爱伦·坡提出如果玛丽亚、弗吉尼亚和亨利搬到里士满，他愿意为他们提供经济援助。

### 婚姻

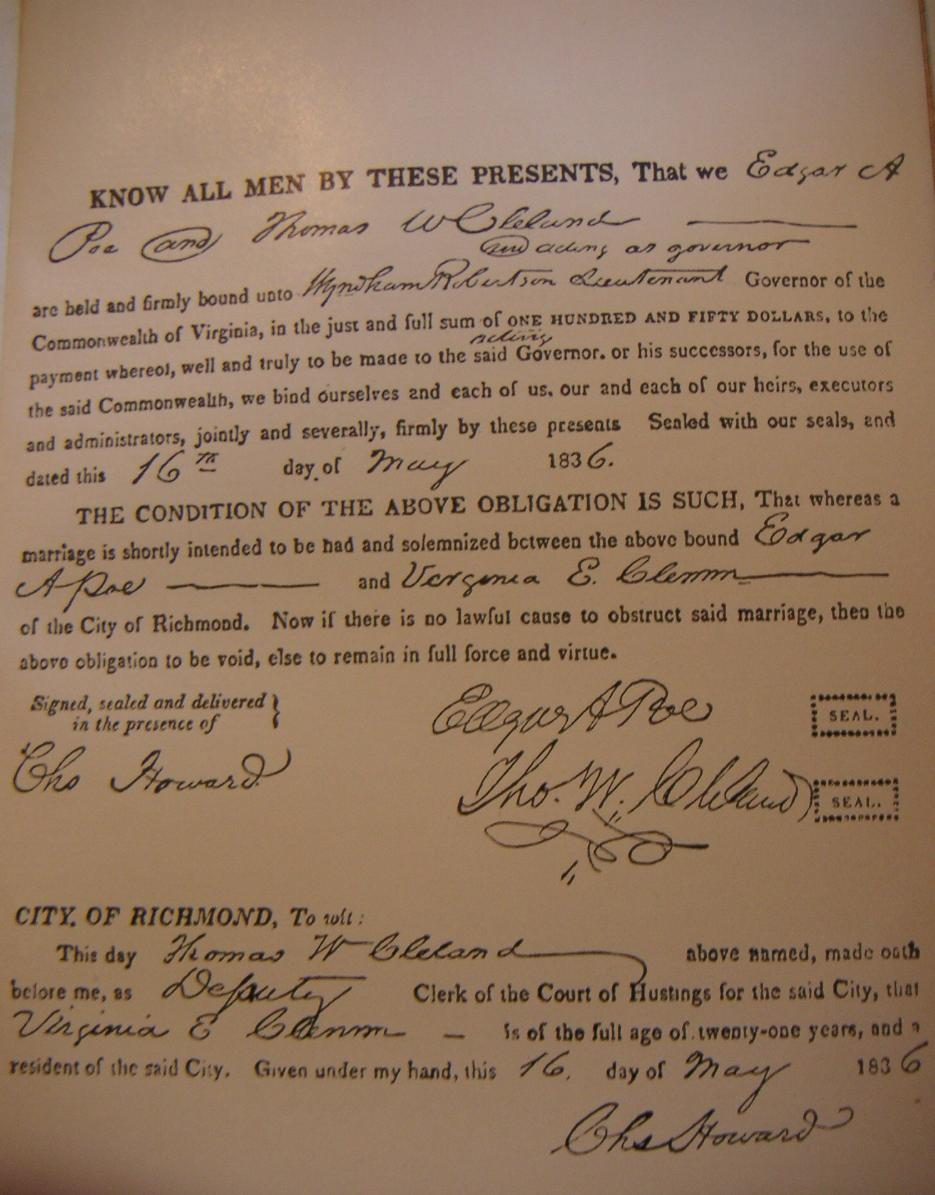
弗吉尼亚和埃德加的结婚证书

1835年9月22日，结婚计划得到确认后，爱伦·坡回到巴尔的摩申请结婚证书。由于记述模糊，这对夫妻也可能早已悄悄结婚。他们唯一公开的婚礼于1836年5月16日在里士满举行，由长老会牧师阿马萨·匡威主持。当时爱伦·坡27岁，弗吉尼亚只有13岁，她的登记年龄写的则是21岁。这份婚姻保证书是在里士满提交的，其中夹有一份托马斯·克莱兰德的书面证词用以证明新娘登记年龄的真实性。仪式于晚间在一位叫詹姆斯·亚林顿的女士家中举行，她是寄宿家庭的房东，爱伦·坡、弗吉尼亚和弗吉尼亚的母亲玛丽亚•克莱姆亚林顿就寄宿在她那里。亚林顿帮助玛丽亚·克莱姆烤了婚礼蛋糕，准备了一席婚宴。这对夫妻随后在弗吉尼亚州的彼得斯堡度过了短暂的蜜月。
由于年龄差异和血缘关系，二人非同寻常的结合引起了巨大争议。著名的爱伦·坡传记作家阿瑟·霍布森·奎恩认为他们的婚姻并没有到惊世骇俗的地步，爱伦·坡戏称他的妻子为“小妹妹”或者“妹妹”也不算什么。另一位爱伦·坡传记作家肯尼斯·西尔弗曼则认为，尽管表亲婚姻并不罕见，但是他们的年龄差确实不同寻常。有人认为，克莱姆和爱伦·坡的关系更像兄妹，而非夫妻。。传记作家阿瑟•霍布森·奎因则不同意这种观点，他引用了一封狂热的情书来证明爱伦•坡“爱他的堂妹，不仅是出于兄长的爱护，也有出于恋人和未来丈夫的炽热爱慕” 包括玛丽·波拿巴在内的一些学者将爱伦•坡的许多作品视为他的自传，并以此推断弗吉尼亚死时仍是处女。虽然没有证据支持，但是据推测，二人从未有过实质婚姻。这种解释认为诗作“安娜贝尔·李”中的主人公：“一个处女……名叫安娜贝尔·李”即代表弗吉尼亚。爱伦·坡的传记作家约瑟夫·伍德·克鲁奇认为，爱伦·坡对女人没有“正常男人那样的需求”，女人是他灵感和关怀的来源，因而他对女人从没有“性”趣。爱伦·坡的朋友比较倾向于这对夫妻至少在结婚的头两年没有同床共枕，但从弗吉尼亚16岁起，他们就过上了“正常”的夫妻生活，直到妻子染病。
弗吉尼亚和爱伦·坡是公认的幸福而忠诚的一对。关于他们的关系，爱伦•坡曾经的雇主乔治·雷克斯·格雷厄姆写道：“他对妻子的爱是一种精神上对美的狂热崇拜。”爱伦·坡曾经写信给一个朋友，“芸芸众生中，无人有我小娇妻那样的美。”据时人描述，弗吉尼亚对她丈夫也几乎到了崇拜的地步。爱伦·坡写作的时候，她常常坐在他身边，把笔放整齐，把他的手稿折起来放好。23岁时，她在写的一首藏头诗中表达了对爱伦·坡的爱，这首诗写于1846年2月14日：

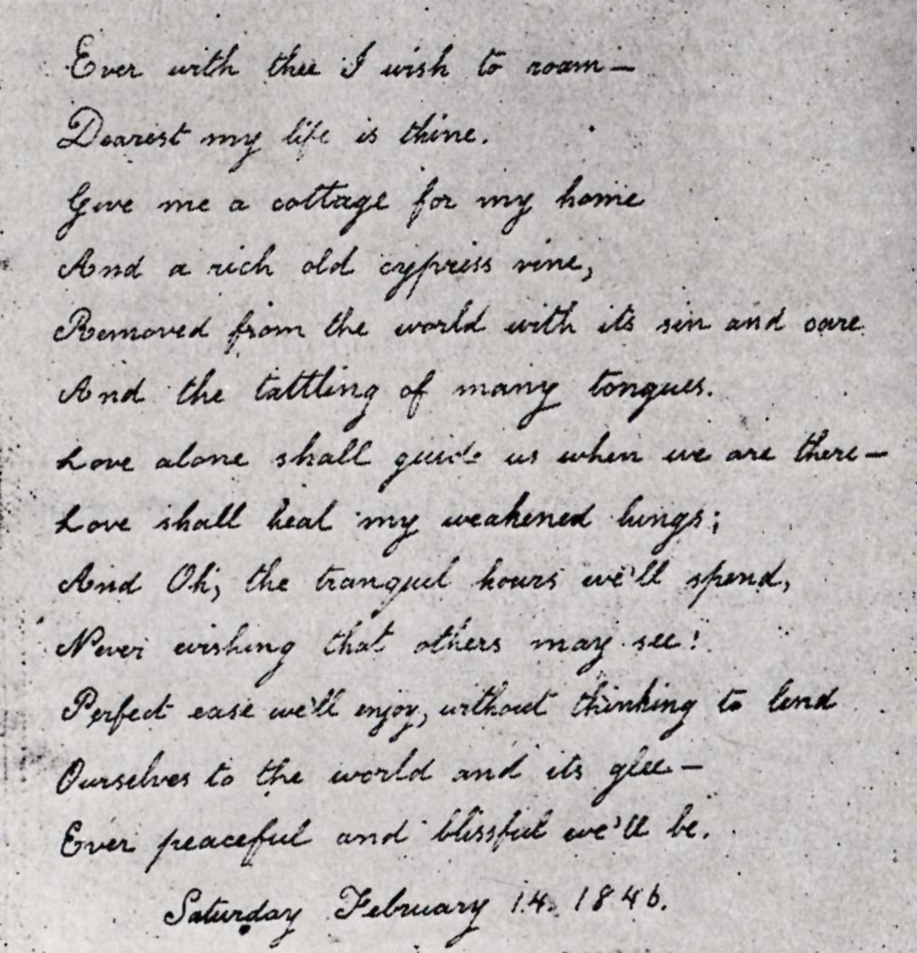
弗吉尼亚给丈夫的手写情诗

我愿与你一同流浪，
亲爱的，我的生命是你的。
给我一间农舍作为我的家，
还有一株富饶的古柏，
带着罪恶和忧虑离开这个世界，
还有那口舌间的碎语闲言。
当我们在那里的时候，只有爱会指引我们，
爱会治愈我衰弱的肺，
哦，我们将度过的宁静时光，
决不希望别人看见！
我们将享受完美的安逸，不用考虑借予，
我们面对世界与其中的欢乐，
我们将永远平静而幸福。

### 奥斯古德/埃利特丑闻

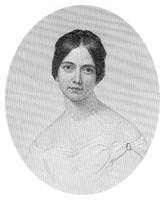
弗朗西斯·萨金特·奥斯古德

弗吉尼亚情诗中的“还有那口舌间的碎语闲言”指的是一桩真实事件。1845年，爱伦·坡开始和弗朗西斯·萨金特·奥斯古德调情，她是一位已婚的34岁诗人。弗吉尼亚意识到了两人之间存在情谊，她甚至可能促进过这段情谊。她经常邀请奥斯古德来家拜访，认定这个年长的女人对爱伦·坡有“约束”作用，爱伦·坡曾承诺“不再服用刺激剂”，并且在奥斯古德在场的情况下绝不喝醉。
与此同时，另一位诗人伊丽莎白·F·埃利特也迷恋上爱伦·坡，并且嫉妒奥斯古德。虽然，在写给莎拉·海伦·惠特曼的一封信中，爱伦·坡称她对自己的爱是“令人厌恶的”并写道自己“除了不屑地拒绝之外，什么也做不了。”爱伦·坡在做《百老汇杂志》编辑时，刊登了埃利特写给他的诗。埃利特是出了名的爱管闲事和睚眦必报，她在1846年1月下旬拜访爱伦·坡家时，看到了奥斯古德写给爱伦·坡的一封私人信件。根据埃利特的说法，弗吉尼亚指出奥斯古德信中有些“让人担忧的言辞”。埃利特立刻联系了奥斯古，让她注意自己的轻浮之举，并要求爱伦·坡退回她的信件，埃利特这样做要么是出于嫉妒，要么就是想引起些流言蜚语。此后，奥斯古德派玛格丽特·富勒和安妮·林奇·博塔代表她要求爱伦·坡归还信件。爱伦·坡对他们的干涉感到愤怒，称他们为“好事之徒”，并且叫埃利特也“管好自己的信件”，注意她自己的轻浮之举。他随后将埃利特的信件收好并留在了她的住所。
虽然那些信已经还给了埃利特，但埃利特还是让哥哥去“把她的信要回来”。埃利特的哥哥威廉·鲁米斯上校不相信爱伦·坡已经把信还回来，还威胁要杀了他。 为了保护自己，爱伦·坡从托马斯·邓恩·英格里希那里要来一把手枪。英格里希是爱伦·坡的朋友，他是一个二流作家，同时还是一位训练有素的医生和律师。他也不相信爱伦·坡已经归还了信件，甚至质疑信件是否真实存在。他觉得摆脱窘境最简单的方法是“消除毫无根据的指控”。被当成骗子让爱伦·坡感到愤怒，他跟英格里希打了一架。尽管英格里希不承认，爱坡伦坚持自己在决斗中获胜，不过他的脸在斗殴时被英格里希的戒指严重割伤。据爱伦·坡说：“我给他长了教训，他到死都会记着。”无论如何，这场决斗最终让奥斯古德事件的流言蜚语进一步发酵。
后来，奥斯古德的丈夫介入此事，威胁埃利特如果不为自己的含沙射影正式道歉，就要起诉她。埃利特在给奥斯古德的一封信中改变了说辞，其中写道：“爱伦·坡夫人给我看的那封信一定是爱伦·坡自己伪造的。”她把所有的责任都推到了爱伦·坡身上，暗示这起事件的起因是爱伦·坡“过度放纵并且精神失常”。埃利特散布了爱伦·坡精神错乱的谣言，被爱伦·坡的其他敌人利用，刊登在了报纸上。《圣路易斯里维尔报》称：“流言在纽约口口相传，大意是诗人兼作家爱伦·坡先生已经精神错乱，他的朋友们正准备把他交给尤蒂卡精神病疗养院的布里格姆博士。”直至奥斯古德与她的丈夫团聚时，谣言才得以平息。然而，整个事件严重影响了弗吉尼亚。早在1845年7月，她就收到了一封匿名信，其中谈及她丈夫所谓的“不知检点”。据推测，这些信件也与埃利特有关。可想而知，弗吉尼亚深受其扰，以至于她在临终时说：“害死她的人一直都是埃利特。”

### 疾病
1842年1月中旬，弗吉尼亚患上了结核病。尽管在爱伦·坡看来她只是“血管有些破裂”。 但每当在钢琴前歌唱弹奏的时候，她开始从嘴里咳出血来。她的健康每况愈下，身体也渐渐垮掉，这令爱伦·坡陷入了深深的绝望，特别是她偶尔还会流露出稍微好转的迹象。在写给友人的一封信中, 爱伦·坡描述了此事带给他的精神创伤：“每次我都能感受到她的死亡会给我带来的全部痛苦——每次她病情发作的时候，我都更刻骨铭心地深爱她，更绝望而不顾一切地想把她的生命握紧在手里。但我有着与生俱来的多愁善感，又常神经质地惴惴不安。这一切伴随着一阵阵长时间的精神错乱，让我变得近乎疯癫。”
弗吉尼亚的身体状况可能是导致爱伦·波一家迁居的原因，他们希望能为她找到一个更为健康的生活环境。19世纪40年代初，他们在费城内部搬了几次家。他们在春日花园的最后一处住址，现在作为爱伦·坡国家历史遗址受到保护。 在这处住所，弗吉尼亚有了一定程度上的康复，她有能力去料理花园， ，并在宾客来访时为他们唱歌、弹奏竖琴或钢琴。 1844年4月初，一家人乘坐火车和蒸汽船来到了纽约。弗吉尼亚在船舱中等待，她丈夫在格林威治街道的一间公寓中为他们找到了住处。 1846年初，据这家人的朋友伊丽莎白·欧克斯·史密斯说，弗吉尼亚自己承认：“我知道我快死了，我知道我的病好不起来。但我还是想尽量高高兴兴地活着，也让埃德加高高兴兴的。” 她答应丈夫，她死后会成为他的守护天使。

### 迁居福特汉姆

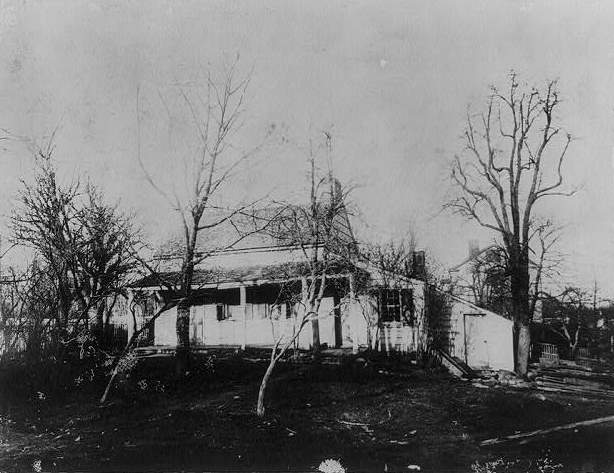
在纽约布朗克斯的这间小屋中，弗吉尼亚·坡捱过了患病的后半段岁月。图片摄于1900年

1846年5月，一家人（爱伦·坡、弗吉尼亚和她的母亲玛丽亚）搬到了距离城市大约14公里处、位于福特汉姆的一间小屋。这处住址至今仍在，里面放着爱伦·坡写给弗吉尼亚的唯一留存下来的信。信上的日期是1846年6月12日，他敦促她保持乐观：“你要在绝望中保持本心，你要再多相信一会儿。”提到失去了《百老汇日报》——这个唯一曾属于他的杂志一事，爱伦·坡写道：“我本该一蹶不振，若不是为了你——我亲爱的小妻子，你是我此刻最重要的、独一无二的力量，激励我与这不如人意、乏味无情的生活抗争。” 但到了同年11月，弗吉尼亚的身体状况变得毫无希望。 她的症状包括食欲不振、面色红润、脉搏不稳、盗汗、高烧、突然发冷、呼吸急促、胸痛、咳嗽和吐血。
爱伦·坡的朋友、一位颇具影响力的编辑纳撒尼尔·帕克·威利斯在1846年12月30日发布公告，为这个家庭请求帮助，尽管他发布的事实并不全然真实：
埃德加·爱伦·坡的病症——我们遗憾地获悉，这位先生和他的妻子都已患上了严重的结核病，命运之手给这对夫妻的俗世生活施加了沉重的折磨。我们不得不提到这个令人心酸的事实，到目前为止他们几乎没有能力负担生活必需品。这样的命运确实过于艰难。我们实在希望，爱伦·坡先生的朋友与仰慕者们能在他最痛苦的时刻立即施以援手。

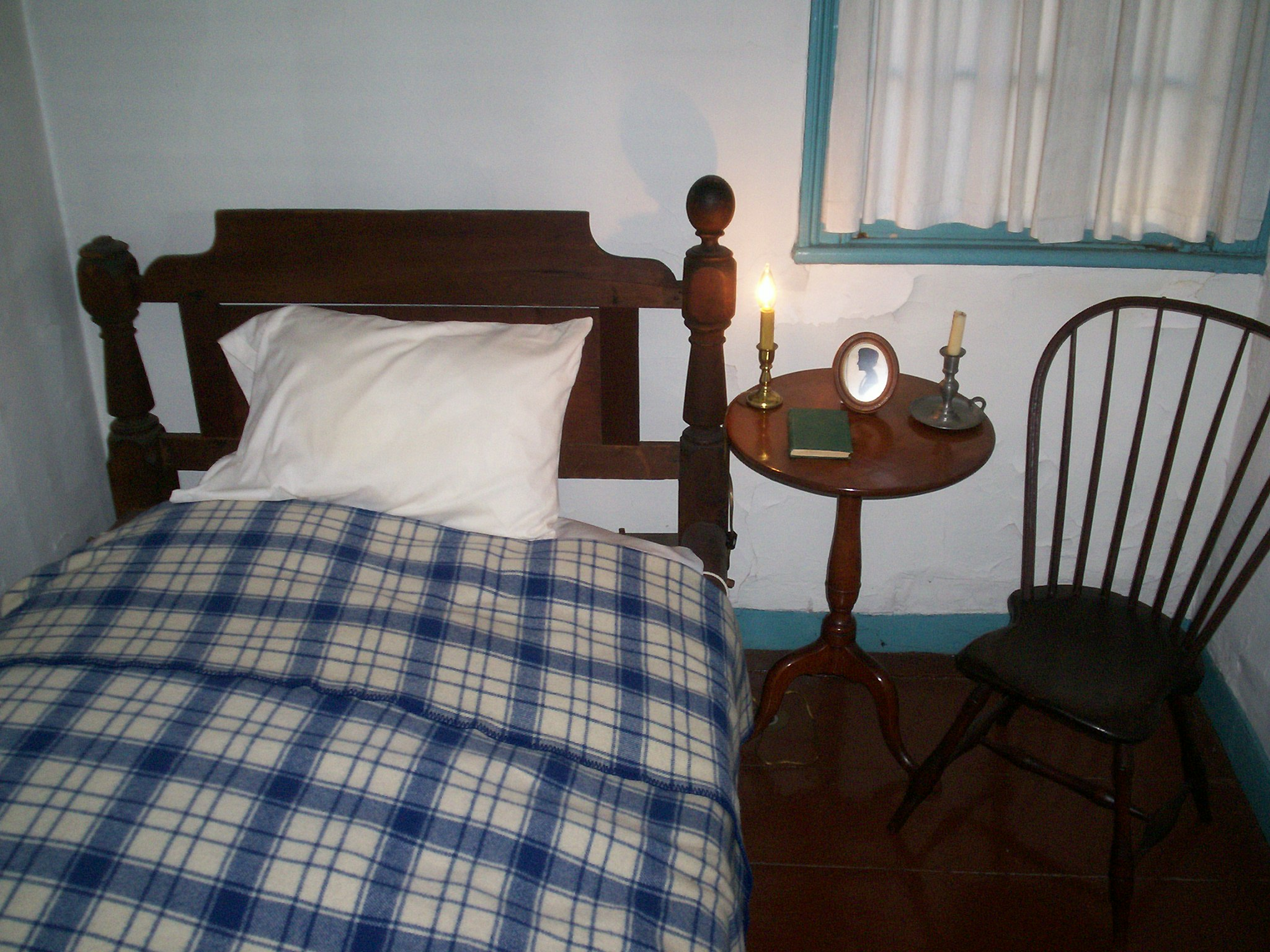
她在小屋的卧室

在那段时期，两年未与爱伦·坡通信，并已失去自己的妻子的威斯利是他最有力的支援之一。他给爱伦·坡和他的妻子寄来一本鼓舞人心的圣诞书籍：《婚戒；又名怎样才能使家庭幸福》。
这份公告与当年为爱伦·坡的母亲伊丽莎·坡所撰写的内容相似，那时她的结核病到了晚期阶段。 一些报纸对此有所报道：“伟大的上帝啊！”其中一家写道，“这个国家热爱文学的人们可会让可怜的爱伦·坡就此毁掉，在纽约城中饥肠辘辘、潦倒行乞？据我们所知，报纸上常出现公告，爱伦·坡夫妇已双双陷入苦难、死亡与疾病的境地，分文不剩地活在这世界上。” 《星期六晚邮报》声称弗吉尼亚的状况已经毫无希望，爱伦·坡也极受打击：“据悉埃德加·爱伦·坡正脑热卧床、处境危险，而他的妻子正处于肺结核的最后阶段——他们没有钱，也没有朋友。” 就连曾被爱伦·坡以诽谤罪控告过的编辑海勒姆·富勒也在《纽约镜报》上为爱伦·坡和妻子争取更多支持。他写道：“正是我们，这些曾经和他争辩过的人，应该带头站出来。”
在他人的描述中，弗吉尼亚有一头黑发与紫罗兰色的眼睛，肤色苍白到被说成是“纯白”， 致使“憔悴的脸色减损了她的容貌”。一位到访过爱伦·坡家的客人曾注意到，“她两颊的玫瑰色过于明亮”，或许这就是她的疾病的症候。 另一位福特汉姆的客人写道：“坡太太看上去非常年轻。她有一双黑色的大眼睛，皮肤像珍珠一样白，那是一种美到极致的惨白。她苍白的脸色、灿若星辰的眼睛和乌黑的头发赋予她一种离尘绝世的美貌。” 这种仿佛并不属于尘世的相貌，同样被其他人提及，并认为这一切让她看上去不像是一个凡人女子。 威廉·高恩斯曾借宿在他们家，他把弗吉尼亚描述为一个有着“无与伦比的美丽动人”的女人，“她的双眸足以与任何一位女神媲美，她的脸庞令卡诺瓦家族的任何一位天才都无法仿刻。” 她的体态或许有些丰满。 许多当时的描述者及现代传记家都提到，即使在生命最后的岁月中，她依然有着孩子似的脸颊。

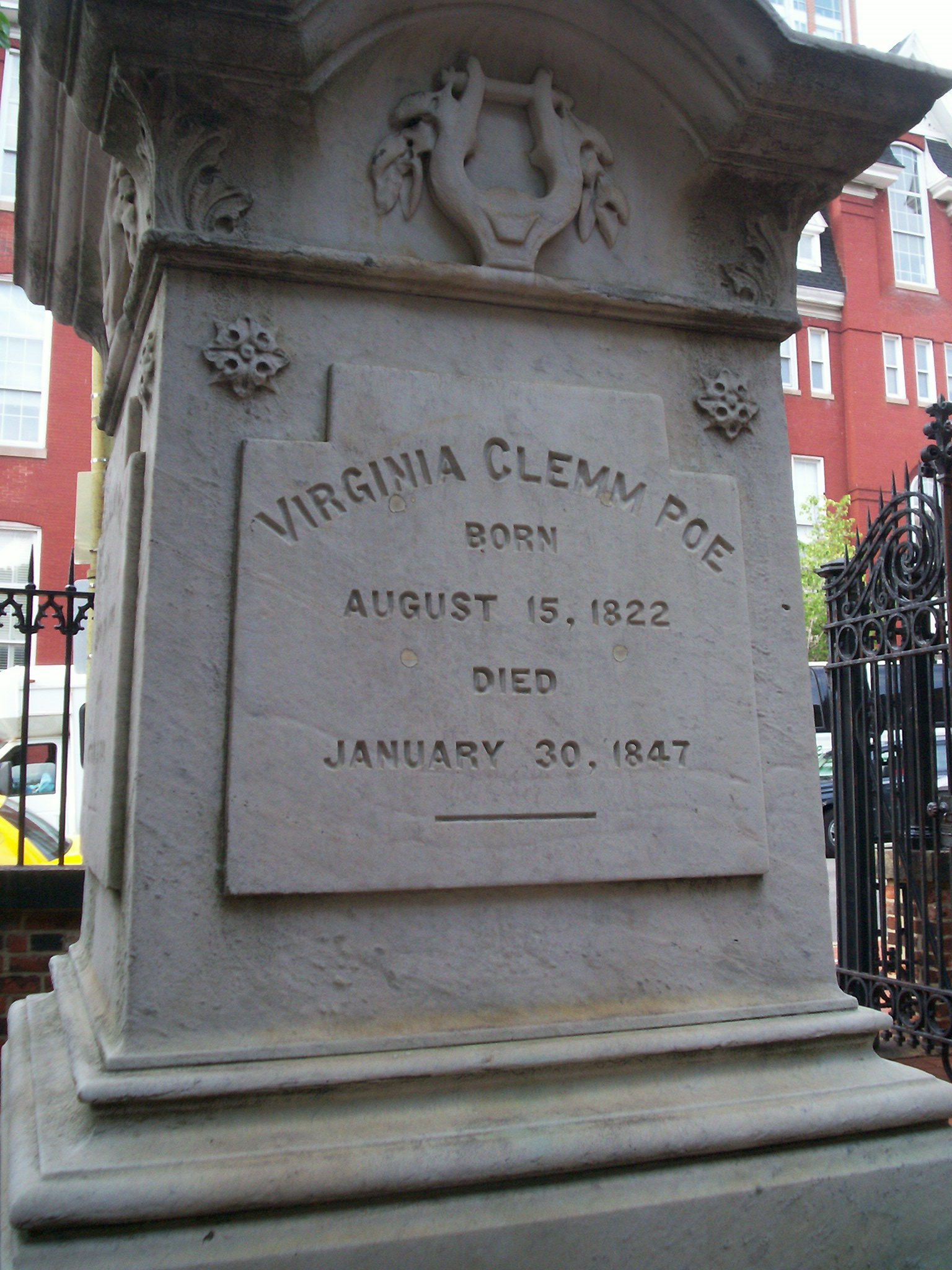
弗吉尼亚·克莱姆、玛丽亚·克莱姆和埃德加·爱伦·坡的纪念碑，位于马里兰州巴尔的摩

临死前，弗吉尼亚恳求她的母亲：“亲爱的......你会不会替我安慰和照顾我那可怜的埃迪？你永远不会离开他吗？” 她的母亲此后一直与爱伦·坡同住，直到他在1849年也离开了人世。随着弗吉尼亚时日无多，许多客人纷纷来访，其中有一位叫作玛丽·斯塔尔的老友。有那么一刻，弗吉尼亚将斯塔尔的手放进爱伦·坡的手里，请求她“做埃迪的朋友，别抛下他”。 弗吉尼亚还受到过25岁的玛丽·路易斯·肖的照料。玛丽·肖曾经是一名护士，并从她的医生父亲与医生丈夫那里了解到如何做医疗护理。 她给弗吉尼亚带了一床绒被（除此之外她唯一能盖的就是爱伦·坡的旧军大衣）和几瓶红酒，无济于事的举杯让人“带着微笑面对难关”。 弗吉尼亚还给爱伦·坡看了一封路易莎·帕特森写给她的信。帕特森是爱伦·坡的继父约翰·阿兰的第二个妻子，这封信弗吉尼亚偷偷保存了很多年， 从信中来看，是帕特森有意造成了阿兰和爱伦·坡之间的疏离。

### 死亡
1847年1月29日，爱伦·坡写信给玛丽·路易斯·肖：“我可怜的弗吉尼亚还活着，但衰弱得很快，现在她遭受着太多痛苦。”    第二天，1月30日， 经受了五年病痛折磨的弗吉尼亚离开了人世。玛丽·肖帮忙组织了葬礼，甚至出钱买了棺材。 弗吉尼亚的死讯在几家报纸上刊登。2月1日，《纽约每日论坛》和《先驱报》发布了简洁的讣告：“本周六，1月30日，25岁的弗吉尼亚·伊丽莎因肺结核离世，其丈夫是埃德加·爱伦·坡。” 弗吉尼亚的葬礼于1847年2月2日举行， 到场的有纳撒尼尔·帕克·威利斯，安·S·史蒂文斯和出版商乔治·蒲柏·莫里斯。 爱伦·坡坚决不看他离世的妻子的面容，说他更喜欢记得她活着的样子。 尽管现在被葬于西敏斯特大厅墓园，弗吉尼亚起初被葬在瓦伦丁家族的一处墓地。爱伦·坡曾经租住在这个家族在福特汉姆的小屋。
目前仅有一张弗吉尼亚的肖像留存，是画家照着她的遗体描绘的。 在她离世几小时后，爱伦·坡意识到自己还没有一张弗吉尼亚的画像，就委人为她画了一张水彩肖像。 在画中，她穿着“美丽的亚麻布衣服”，玛丽·肖说自己曾为她穿过这样的衣服。 玛丽·肖或许就是肖像的创作者，但这未成定论。 画中的弗吉尼亚有着淡褐色的双眼和微微的双下巴。 这幅画后来被传给了弗吉尼亚的异母妹妹约瑟芬，她是尼尔森·坡的妻子。
1875年，在她丈夫的尸体被重新安葬的同一年，弗吉尼亚安息的墓地被摧毁，她的遗体几乎被遗忘。一位早期爱伦·坡传记作家威廉·吉尔收集了她的尸骨，并将它们存放在一个小盒子里藏在床下。 吉尔的故事在27年后经《波士顿先驱报》报道：据吉尔说，他在1883年参观福特汉姆墓园时，正好看到司事丹尼斯·瓦伦丁铲出了弗吉尼亚的尸骨，准备把它们丢掉。爱伦·坡本人死于1849年，因此吉尔带着弗吉尼亚的遗骨，在和巴尔的摩市的尼尔森·坡、约翰·普伦蒂斯·坡商量后，将装有遗骨的盒子放置在了爱伦·坡左侧的一个小铜棺材里。 最终，在1885年1月19日，弗吉尼亚的遗骨和她的丈夫被安葬在了一起——那一年是她丈夫的76周年诞辰，而他的纪念碑已建起将近10年。主持爱伦·坡葬礼、同时担任他的尸骨挖掘与重葬工作的司仪，又一次出现在了这次仪式上，他见证了爱伦·坡和弗吉尼亚及其母玛丽亚·克莱姆同处一墓安息。

## 对爱伦·坡的影响
弗吉尼亚的死亡对爱伦· 坡影响很大。她去世后，爱伦·坡在几个月内深陷悲哀。一位朋友说，“妻子的离世让悲伤将他席卷。她离去后，他似乎已不在乎自己能再多活一小时、一天、一星期或是一年。她就是他的全部。”  妻子离世后一年，他给朋友写信，说在妻子患病期间，自己体会到了一个人所能遭受的最深重的不幸。他写道：“从未有哪个男人像我一样深爱自己的妻子。” 在弗吉尼亚最后挣扎求生的岁月中，曾戒酒多次的爱伦·坡重又开始酗酒。那段时间他饮酒的频率和数量，在爱伦·坡生前及传记作家们的笔下都仍是个争议。 爱伦·坡提到，妻子及自己的疾病都给他带来了极大的情绪波动，而酒精是“对妻子的死亡”唯一的治愈。“作为一个男人，这是我能做的、也能对我有用的事情——在希望与绝望之间可怕的徘徊一刻也停不下来，我再也不能忍受，只能彻底迷失自己的理智。”
爱伦·坡定期去弗吉尼亚的坟前看望。正如他的朋友查理斯·昌西·伯尔所写，“在他挚爱的妻子去世后，有很多次，我们在某个冬天的深夜找到他，看到他在雪地里冻得瑟瑟发抖，坐在妻子的坟墓旁边。” 在弗吉尼亚去世后不久，爱伦·坡曾与几位女性交往，其中包括马萨诸塞州洛厄尔的南希·里士满，罗德岛普罗维登斯的莎拉·海伦·惠特曼，以及他的青梅竹马、里士满的莎拉·埃尔迈拉·罗伊斯特。尽管如此，弗朗西斯·萨金特·奥斯古德——爱伦·坡追求过的另外一个女人，相信“她（弗吉尼亚）才是他唯一爱过的那个女人”。

### 文学作品中的形象涉及
爱伦·坡的许多作品都带有自传性质，其中大部分作品被认为反映了弗吉尼亚与肺结核的长期抗争，以及她最后的死亡。人们讨论最多的例子是《安娜贝尔·李》。这首诗描述了一个离开人世的年轻新娘和哀悼她的爱人，经常被认为是受了弗吉尼亚的经历的启发，尽管爱伦·坡生命中的另一些女人，诸如弗朗西斯·萨金特·奥斯古德 和莎拉·海伦·惠特曼 也可能影响了其中的女性形象。一首相似的诗作《尤娜路姆》同样被看作为悼念弗吉尼亚而写， 他把诗中的主要人物丽诺尔描述为“所有早逝的生命中最可爱的一个！” 在爱伦·坡去世后，伦敦《评论报》的乔治·吉尔菲兰称，爱伦·坡要为妻子的去世负责，“他写了《安娜贝尔》和《乌鸦》，也许是迫不及待地想把她放进早就造好的棺材里”。 很多文学批评者未关注或不知情的是，事实上，《乌鸦》在弗吉尼亚死前两年就已写好并发表。  弗吉尼亚还出现在爱伦·坡的散文中。短篇故事《埃利奥诺拉》（1842）刻画了一位准备和他表妹结婚的叙事主人公，他将与她和她的母亲一同生活，其中或许也涉及到了弗吉尼亚的病症。爱伦·坡写这个故事时，他的妻子刚开始显露出患病的征兆。 此后不久夫妻二人坐船搬到了纽约，在那里爱伦·坡发表了《矩形箱子》。在这个故事中，一个男人乘船运送自己年轻妻子的尸体，哀悼着她的离去，似乎传达了爱伦·坡对弗吉尼亚将要到来的死亡的预感。当船舱开始破裂，丈夫宁死也不愿与妻子的遗体分离。短篇故事《丽姬亚》中，叙事主人公遭受着漫长又拖沓的死亡折磨，或许这也是从弗吉尼亚处获取了灵感。 在妻子去世后，爱伦·坡修订了他发表的第一篇故事《门泽哲斯坦》，去掉了叙事主人公说的一句话——“愿我所爱的一切毁于这温柔的病”，里面的“病”指的正是肺结核。

### 后世歌曲中的弗吉尼亚
挪威乐队 Katzenjammer 在2008年的首张专辑《Le Pop》中，演唱了一首名为《弗吉尼亚·克莱姆》的歌曲。这首歌使用了一段音乐钟的旋律，歌词中提到了弗吉尼亚13岁的早婚(“当年他还是个孩子，我也是个孩子 / 多愁善感又肆无忌惮”) ，提到了她丈夫的涉嫌外遇(“让另一个女人来辩解/ 她那些刺痛我的信件”) ，提到了她的猝然离世(“十二年光阴稍纵即逝/我们仅有的岁月安康”) 。乐队还特别关注到，爱伦·坡在妻子去世后无法摆脱的思念("你继承了我的病症的遗产 / 写下所有故事与文字 / 将我魂牵梦萦 / 令我挥之不散") ，并在歌词的最后一行化用了诗歌《乌鸦》(“我再也不会离你而去，永不分离")。

## 引用
1. ↑  Thomas, Dwight & David K. Jackson. The Poe Log: A Documentary Life of Edgar Allan Poe, 1809–1849. Boston: G. K. Hall & Co., 1987: 52. ISBN 0-7838-1401-1
2. ↑  Quinn, 17
3. 1 2 3 4  Silverman 81
4. ↑  Quinn, 726
5. ↑  Meyers, 59
6. 1 2  Meyers, 60
7. ↑  Quinn, 256
8. 1 2 3 4 5  Sova, 52
9. ↑  Haas, Irvin. Historic Homes of American Authors. Washington, DC: The Preservation Press, 1991. ISBN 0-89133-180-8. p. 78
10. ↑  Quinn, 187–188
11. ↑  Silverman, 96
12. ↑  Sova, 67
13. ↑  Quinn, 218
14. ↑  Silverman, 323
15. ↑  Sova, 225
16. 1 2  Quinn, 219
17. ↑  Silverman, 104
18. 1 2  Meyers, 72
19. ↑  Silverman, 105
20. ↑  Meyers, 74
21. 1 2  Silverman, 107
22. 1 2  Meyers, 85
23. ↑  Quinn, 252
24. 1 2 3  Quinn, 254
25. ↑  Quinn，230
26. ↑  Hoffman, 26
27. ↑  Krutch, 52
28. ↑  Quinn, Arthur Hobson. . D. Appleton-Century Company. 1941: 219–224  [2018-11-27]. （原始内容存档于2022-05-18）.
29. 1 2  Hoffman, 27
30. ↑  Richard, Claude and Jean-Marie Bonnet, "Raising the Wind; or, French Editions of the Works of Edgar Allan Poe （页面存档备份，存于）", Poe Newsletter, vol. I, No. 1, April 1968, p. 12.
31. ↑  Krutch, 54
32. ↑  Krutch, 25
33. 1 2  Sova, 53
34. ↑  Oberholtzer, 299
35. ↑  Phillips, 1184
36. ↑  Hoffman, 318
37. ↑  Phillips, 1183
38. ↑  Quinn, 497
39. ↑  Moss, 214
40. ↑  Silverman, 280
41. 1 2  Meyers, 190
42. 1 2  Silverman, 287
43. ↑  Moss, 212
44. 1 2 3 4 5  Meyers, 191
45. 1 2  Moss, 213
46. 1 2 3  Silverman, 290
47. ↑  Moss, 220
48. ↑  Silverman, 291
49. ↑  Moss, 215
50. 1 2  Silverman, 292
51. ↑  Meyers, 192
52. ↑  Moss, 213–214
53. ↑  Silverman, 179
54. ↑  Meyers, 208
55. 1 2  183
56. ↑  Quinn, 385
57. ↑  Oberholtzer, 287
58. ↑  Silverman, 219–220
59. ↑  Phillips, 1098
60. ↑  Silverman, 301
61. ↑  Meyers, 322
62. 1 2 3 4 5  Meyers, 203
63. 1 2 3 4  Silverman, 323
64. ↑  Krutch, 55–56
65. ↑  Silverman,82
66. ↑  Silverman, 182
67. ↑  204
68. 1 2 3  Krutch, 56
69. ↑  Meyers, 92–93
70. 1 2 3 4 5 6  Meyers, 206
71. ↑  Silverman,420
72. 1 2 3 4  Silverman,326
73. ↑  Sova,218
74. ↑  Quinn, 527
75. ↑  Krutch, 169
76. 1 2 3  Silverman,327
77. 1 2 3  Phillips, 1203
78. ↑  Meyers,263
79. 1 2  Miller, John C. "The Exhumations and Reburials of Edgar and Virginia Poe and Mrs. Clemm Archive.today的存檔，存档日期2015-05-28", from Poe Studies, vol. VII, no. 2, December 1974, p. 47
80. ↑  Phillips,1205
81. ↑  Meyers,207
82. ↑  Moss，233
83. ↑  Phillips, 1206
84. ↑  Krutch,57
85. ↑  Meyers,244
86. ↑  Sova,12
87. ↑  Meyers,211
88. ↑  Silverman,202
89. ↑  Campbell, Killis. "The Poe-Griswold Controversy", The Mind of Poe and Other Studies. New York: Russell & Russell, Inc., 1962: 79.
90. ↑  Sova,78
91. ↑  Silverman,228-229
92. ↑  Hoffman, 255–256

## 其他链接
- Poe Family Tree （页面存档备份，存于） at the Edgar Allan Poe Society online
- 在Find a Grave上的弗吉尼亚·伊莉莎·克莱姆·坡